# Пьюласки (тауншип, Миннесота)
Пьюла́ски (англ. Pulaski) — тауншип в округе Моррисон, Миннесота, США. На 2000 год его население составило 340 человек.

## География
По данным Бюро переписи населения США площадь тауншипа составляет 83,7 км², из которых 80,2 км² занимает суша, а 3,5 км² — вода (4,18 %).

## Демография
По данным переписи населения 2000 года здесь находились 340 человек, 134 домохозяйства и 93 семьи.  Плотность населения —  4,2 чел./км².  На территории тауншипа расположено 236 построек со средней плотностью 2,9 построек на один квадратный километр. Расовый состав населения: 99,12 % белых, 0,59 % коренных американцев и 0,29 % приходится на две или более других рас.
Из 134 домохозяйств в 29,1 % воспитывались дети до 18 лет, в 58,2 % проживали супружеские пары, в 6,0 % проживали незамужние женщины и в 29,9 % домохозяйств проживали несемейные люди. 26,9 % домохозяйств состояли из одного человека, при том 11,2 % из — одиноких пожилых людей старше 65 лет. Средний размер домохозяйства — 2,54, а семьи — 3,10 человека.
25,3 % населения — младше 18 лет, 9,1 % — в возрасте от 18 до 24 лет, 23,5 % — от 25 до 44, 25,9 % — от 45 до 64, и 16,2 % — старше 65 лет. Средний возраст — 38 лет. На каждые 100 женщин приходилось 104,8 мужчин.  На каждые 100 женщин старше 18 приходилось 108,2 мужчин.
Средний годовой доход домохозяйства составлял 36 667 долларов, а средний годовой доход семьи —  42 292 доллара. Средний доход мужчин —  26 500  долларов, в то время как у женщин — 25 000. Доход на душу населения составил 16 199 долларов. За чертой бедности находились 14,1 % семей и 20,5 % всего населения тауншипа, из которых 19,2 % младше 18 и 25,0 % старше 65 лет.